# Баран Стефан Васильович
Стефан Васильович Баран (нар. 23 листопада 1962) — радянський та український футболіст, захисник, півзахисник.

## Життєпис
Народився 23 листопада 1962 року. Футбольну кар'єру розпочав у 1981 році в аматорському клубі «Цементник» (Миколаїв). Того ж року перейшов до складу друголігового житомирського «Спартака». У дебютному сезоні відіграв 14 матчів у першості СРСР. З 1982 року став ключовим гравцем житомирського клубу. До розпаду СРСР у другій лізі чемпіонату СРСР встиг зіграти у футболці «Спартака» (з 1989 року — «Полісся») 442 матчі, в яких відзначився 55-ма голами. Після розвалу СРСР залишився в житомирській команді (тепер виступала під назвою «Хімік»), яка стартувала в першій лізі чемпіонату України. У сезоні 1992 року зіграв усього 1 поєдинок чемпіонату. Сталося це 17 березня 1992 року у програному (1:4) виїзному поєдинку 2-го туру підгрупи 1 проти дрогобицької «Галичини». Стефан вийшов на поле в стартовому складі, а на 82-ій хвилині отримав «пряму» червону картку. Ще 4 матчі (1 гол) провів у кубку України. У пошуках ігрової практики перейшов до аматорського клубу «Керамік» (Баранівка). У складі цієї команди зіграв 1 поєдинок у Кубку України, 7 серпня 1992 року команда з Баранівки в 1/32 фіналу поступилася на виїзді з рахунком 0:3 вінницькій «Ниві». Стефан вийшов на поле в стартовому складі та відіграв увесь поєдинок. Того ж року повернувся до «Полісся», яке вже виступало в Другій лізі. Дебютував за житомирський клуб 17 серпня 1992 року в програному (0:1) виїзному поєдинку 1-го туру проти кіровоградської «Зірки». Баран вийшов на поле в стартовому складі, а на 55-ій хвилині його замінив Вадим Крохан. Дебютним голом у другій лізі відзначився 20 серпня 1992 року на 20-ій хвилині нічийного (2:2) виїзного поєдинку 2-го туру проти одеського «Чорноморця-2». Стефан вийшов на поле в стартовому складі, а на 35-ій хвилині його замінив Вадим Крохан. У першій частині сезону 1992/93 років у другій лізі зіграв 15 матчів (3 голи), а також провів 2 поєдинки у кубку України. Під час зимової перерви в чемпіонаті вирішив завершити кар'єру футболіста.  